# ゲルシュタイン報告
ゲルシュタイン報告は1945年に武装親衛隊の中尉であったクルト・ゲルシュタインによって書かれた報告書。

## 報告書の執筆と内容
クルト・ゲルシュタインは1945年4月22日、ロイトリンゲンでフランスの捕虜となった。捕虜になった直後、ネッカー河畔のロトヴァイル（英語: Rottweil）へと連行された。ゲルシュタインはロトヴァイルで、4月26日からフランス語で手記をのこし、5月4日からドイツ語で手記をのこし始め、これがゲルシュタイン報告とされるものとなった。ゲルシュタイン報告の大まかな内容はゲルシュタイン自身の簡単な経歴、ベウジェツとトレブリンカでの虐殺状況、そして、これら収容所での虐殺を中立国へ伝えようとしたことが記載されている。また、報告書にはデゲッシュ社への青酸の発注書12通が同封されていた。
収容所については、オディロ・グロボクニクより、ベウジェツとトレブリンカ、ソビボール、マイダネクの収容所の一日当たりの処理人数の説明を受けたこと、また大量の服の消毒命令や、より一層効率よくガス殺が遂行できるようにと命令を受けたことが記載されていた。ゲルシュタイン自身が、収容所での排気ガスを使ったガス殺の完了タイムをストップウォッチで計測するという任務をしていたことも同報告書に記載されている。

## 戦後の扱い
ゲルシュタイン報告は、ニュルンベルク裁判やニュルンベルク継続裁判の医者裁判でも証拠として活用された。

## ゲルシュタイン報告に対する批判
ゲルシュタイン報告は一般的に、ナチス・ドイツの絶滅収容所で起きた事実を偽りなく正確に描写したものであるとされている。しかし、以下の点について信憑性に疑念がある。
1. 強制収容所に到着した輸送列車からユダヤ人を追い立てていた様子について、200人のウクライナ人が追い立てていたとしているが、異常な状況下において、『ウクライナ人』と『200人』というのが果たして冷静に観測できるのか？という点[9]。その他にも具体的な数字がゲルシュタイン報告に登場している点に疑念が持たれている[9]。
2. ゲルシュタインは、虐殺されたユダヤ人の数を2,500万人としているが、これは誇張であると指摘されている[10]。
3. ゲルシュタイン報告には、様々な人名が登場するが、人名の誤りと思われる記述が散見される[11][12]。
4. ガス室についても、25m2、45m3のガス室に700-800人が収容された。と主張しているが、それは、1m2あたり27-32人、1m3あたり15-18人が入ってる事になる[13]。